# Vlinders (Brainpower & DiceCream)
Vlinders is een lied van de Nederlandse rappers Brainpower en DiceCream. Het werd in 2006 als single uitgebracht en het stond als vijftiende track op het album Mijn manier van Brainpower uit 2009 en als zevende track op het album Je weet nix van DiceCream uit 2006.

## Achtergrond
Vlinders is geschreven door Brainpower en DiceCream en geproduceerd door Brainpower. De niet gecrediteerde zangeres op het nummer is Edsilia Rombley. Het nummer was onderdeel van de soundtrack van de film Afblijven. In de film wordt zit een scene waar een deel van de videoclip wordt opgenomen; dit deel werd ook gebruikt voor de daadwerkelijke videoclip. De single heeft in Nederland de platina status.

## Hitnoteringen
Het lied kwam na het uitkomen van de film de hitlijsten in. Het bereikte de 24e plaats in de Single Top 100 en een 26e plaats in de Top 40.